# FK Mladost Doboj Kakanj
FK Mladost Doboj Kakanj – bośniacki klub piłkarski, mający siedzibę we wsi Doboj, w gminie Kakanj.

## Historia
Chronologia nazw:
- 1959: FK Mladost Doboj Kakanj

Klub Mladost Doboj Kakanj został założony 25 maja 1959 roku na fundamentach dawnego FK Doboj, który został założony w 1956 roku i grał w lidze sportowych gier robotniczych Kakanj.
W rozgrywkach o mistrzostwo Jugosławii zespół występował w niższych ligach regionalnych bez znaczących sukcesów. Po rozpadzie Jugosławii od sezonu 1994/95 również rywalizował w bośniackiej lidze regionalnej. Dopiero w sezonie 2009/10 klub wygrał Ligę Kantonu Zenica-Doboj i awansował do II Ligi Federacji Bośni i Hercegowiny (grupa Srednja Bosna), w której w pierwszym sezonie uplasował się na 4. miejscu. W sezonie 2008/09 Klub grał w pierwszej rundzie Pucharu Bośni i Hercegowiny. Największy sukces klubu osiągnął w 2013 roku, kiedy wygrał II ligę Federacji Bośni i Hercegowiny (grupa Srednja Bosna) i awansował do pierwszej ligi Herceg-Bosna. W sezonie 2014/15 zdobył tytuł mistrza Pierwszej Ligi Federacji Bośni i Hercegowiny i awansował do Premijer liga.

## Sukcesy

### Trofea międzynarodowe
Nie uczestniczył w rozgrywkach europejskich (stan na 31-05-2015).

### Trofea krajowe
Bośnia i Hercegowina
| \| \| Zdobyte trofea w rozgrywkach Bośni i Hercegowiny (stan na: 31-05-2015) \| |                                                                        |      |          |
| Rozgrywki                                                                       | Osiągnięcie                                                            | Razy | Sezon(y) |
| Mistrzostwo                                                                     | I miejsce                                                              | 0    |          |
| Mistrzostwo                                                                     | II miejsce                                                             | 0    |          |
| Mistrzostwo                                                                     | III miejsce                                                            | 0    |          |
| Mistrzostwo                                                                     | ? miejsce                                                              | 1    | 2016     |
| Puchar                                                                          | zdobywca                                                               | 0    |          |
| Puchar                                                                          | finalista                                                              | 0    |          |
| Puchar                                                                          | 1/8 finału                                                             | 1    | 2015     |
| II liga                                                                         | I miejsce                                                              | 1    | 2015     |
| II liga                                                                         | II miejsce                                                             | 0    |          |
| II liga                                                                         | III miejsce                                                            | 0    |          |
| Bośnia i Hercegowina                                                            | Zdobyte trofea w rozgrywkach Bośni i Hercegowiny (stan na: 31-05-2015) |      |          |

- Druga Liga Federacji Bośni i Hercegowiny (III poziom):
  - mistrz (1): 2013
- Liga Kantonu Zenica-Doboj (IV poziom):
  - mistrz (1): 2010

Jugosławia
Nie uczestniczył w rozgrywkach profesjonalnych.

## Stadion
Klub rozgrywa swoje mecze domowe na stadionie MGM Farm Arena w Doboju, który może pomieścić 3000 widzów.